# Messier 90
Messier 90 (také M90 nebo NGC 4569) je spirální galaxie v souhvězdí Panny. Objevil ji Charles Messier 18. března 1781. Galaxie je od Země vzdálená okolo 60 milionů ly, je součástí Kupy galaxií v Panně a v rámci této kupy patří mezi její největší spirální galaxie.

## Pozorování

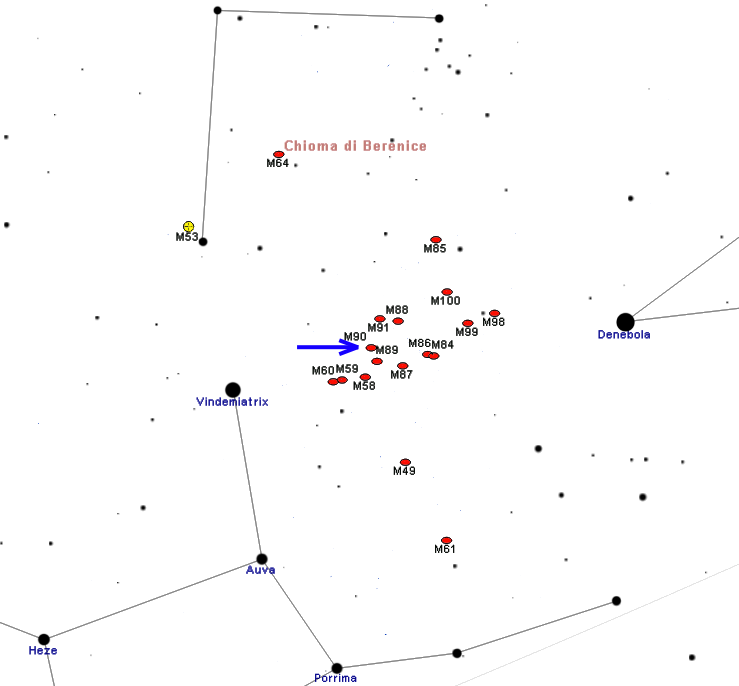
Poloha M 90 v souhvězdí Panny

M90 leží mezi souhvězdími Panny a Vlasů Bereniky v oblasti oblohy bez výrazných hvězd. Za výjimečně příznivých pozorovacích podmínek je viditelná i pomocí triedru. Amatérský hvězdářský dalekohled o průměru 60 až 80 mm ji ukáže jako protaženou skvrnu se slabým halem. V dalekohledech o průměru 140 mm a větším je vidět i její jádro, které má bodový vzhled a 12. magnitudu, zatímco halo se zdá být rozdělené nejjasnější částí disku na dvě oblasti.
Galaxii je možné snadno pozorovat z obou zemských polokoulí a ze všech obydlených oblastí Země, protože má pouze mírnou severní deklinaci. Přesto je na severní polokouli lépe pozorovatelná a během jarních nocí tam vychází vysoko na oblohu, zatímco na jižní polokouli v oblastech více vzdálených od rovníku zůstává poněkud níže nad obzorem. Nejvhodnější období pro její pozorování na večerní obloze je od března do srpna.

## Historie pozorování
Galaxii objevil Charles Messier 18. března 1781 a popsal ji jako mlhovinu bez hvězd. William Herschel ji označil za velkou a uprostřed jasnou skvrnu, která má velmi zřetelné jádro. Nejpodrobnější popis zanechal Heinrich Louis d'Arrest, který ji popsal jako oválný oblak, jehož jádro vypadá jako hvězda 12. magnitudy. Její rozměry odhadl na 7′x2′.

## Vlastnosti
M90 patří se svou úhlovou velikostí 9,5′x4,4′ mezi největší spirální galaxie v Kupě galaxií v Panně.
Má těsně navinutá a rovnoměrně jasná spirální ramena. Ta se zdají být "zkamenělá" ve smyslu žádné probíhající hvězdotvorné činnosti a jedinou výjimkou je oblast uvnitř disku blízko několika tmavých prachových pásů. Pravděpodobně již tedy přišla o většinu mezihvězdné hmoty působením silných slapových sil přítomných uprostřed kupy galaxií. Jiná teorie tvrdí, že hmota byla odehnána výbuchy mnoha supernov v oblasti jádra, kde ještě probíhá tvorba nových hvězd.
J. D. Wray předložil domněnku, že by se tato galaxie měla vyvinout do stavu podobného galaxii Messier 64 a potom by se stala čočkovou galaxií (S0).
Ačkoli je M90 rozsáhlou a významnou galaxií, Holmberg zjistil, že má velmi nízkou hmotnost a tedy i hustotu.
Tato galaxie je od Země vzdálená přibližně 60 milionů ly a má hvězdnou velikost 9,5. Z její rychlosti 383 km/s, kterou se pohybuje směrem k Zemi, se dá usoudit, že se musí uvnitř Kupy galaxií v Panně pohybovat zvláště vysokou rychlostí blízkou 1 500 km/s a je možné, že se jí podaří kupu opustit. Podle některých zdrojů by již dokonce mohla být mimo dosah kupy a mohla by se nacházet výrazně blíže k Zemi. Pouze jediná galaxie Messierova katalogu se směrem k Zemi pohybuje vyšší rychlostí, a tou je Messier 86.
M90 a blízkou galaxii IC 3583 zapsal Halton Arp do svého katalogu zvláštních galaxií (Atlas of Peculiar Galaxies) pod číslem 76 jako „spirální galaxii s velmi jasným průvodcem“, který je zřetelně vidět na širokoúhlých fotografiích této galaxie a který se zdá být poněkud narušen.

### Knihy
- O'MEARA, Stephen James. Deep Sky Companions: The Messier Objects. New York: Cambridge University Press, 1998. Dostupné online. ISBN 0-521-55332-6. (anglicky)

### Mapy hvězdné oblohy
- Toshimi Taki. Taki's 8.5 Magnitude Star Atlas [online]. 2005 [cit. 2018-04-19]. Dostupné v archivu pořízeném dne 2018-11-05. (anglicky) - Atlas hvězdné oblohy volně stažitelný ve formátu PDF.
- TIRION; RAPPAPORT; LOVI. Uranometria 2000.0 - Volume I - The Northern Hemisphere to -6°. Richmond, Virginia, USA: Willmann-Bell, inc., 1987. Dostupné online. ISBN 0-943396-14-X.
- TIRION; SINNOTT. Sky Atlas 2000.0. 2. vyd. Cambridge, USA: Cambridge University Press, 1998. ISBN 0-933346-90-5.
- TIRION. The Cambridge Star Atlas 2000.0. 3. vyd. Cambridge, USA: Cambridge University Press, 2001. Dostupné online. ISBN 0-521-80084-6.